# Hlyňany
Hlyňany (ukrajinsky Глиняни, rusky Глиняны / Gliňany, polsky Gliniany) jsou město ve Lvovské oblasti na Ukrajině.

## Poloha
Hlyňany leží na řece Perehnojivce, přítoku Poltvy v povodí Západního Bugu. Od Lvova, správního střediska oblasti, jsou vzdáleny přibližně sedmatřicet kilometrů východně.

## Dějiny
První zmínka je z roku 1379. Od roku 1397 jsou Hlyňany městem. V letech 1774 až 1918 byly součástí rakouské Haliče. V meziválečném období byly součástí druhé Polské republiky. Za druhé světové války držela Hlyňany od roku 1941 do roku 1944 německá armáda. V té době také zanikla zdejší židovská komunita. Od roku 1945 byly Hlyňany součástí Sovětského svazu. Měly status sídla městského typu. Součástí samostatné Ukrajiny jsou od roku 1991 a od roku 1993 mají opět status města.